# 懶人美食日記
《懶人美食日記》 ( 英文 : Slacker's Food Diary ) 是2013年由華紅集團旗下江蘇華紅影視投資有限公司聯合索爾比娛樂投資製作的中國大陸電視劇，由吳映潔（鬼鬼）、郭品超、余心恬、紀亞文、史妍、許雙等人主演的青春勵志偶像劇，於2013年11月7日在南京開機拍攝。全劇於2013年12月29日殺青，完成前期拍攝工作，2015年12月28日起在香港視頻平台Viu獨家播出。

## 劇情概要
在當下這個快節奏的生活中，嚮往工作之餘每天做一頓簡單而美味的料理是當下年輕人的一種生活態度。從事插畫師工作的章安安（吳映潔(鬼鬼) 飾）始終和“厄運”如膠似漆，婚前一周男友離奇失踪，工作中無厘頭的做事風格和公司新到任的客戶總監李睿凡（郭品超 飾）水火不容，偏偏這個不苟言笑的工作機器卻讓安安有了莫名的好感，而一直暗戀著安安的衛斯理（許雙 飾）將李睿凡的出現視作威脅，就在此時安安的表妹俞果（余心恬 飾）闖進了他們的感情糾葛之中，這使安安本就熱鬧的生活又增添了一份精彩。與安安同個社區咖啡店的林琦（史妍 飾）和亞當（紀亞文 飾）這一對情侶，常為一些小事吵鬧不斷，又因一些很荒誕的理由而復合，而安安卻將二人的生活狀態視為自己所追求的伊甸園。一群性格迥異的年輕人在一起工作，在一起生活，他們的故事都譜寫在安安一道道簡單的料理中，開心的，憂鬱的，憤怒的，痛苦的，就像人生的喜怒哀樂一般譜寫著人生的樂章。

## 演員表

### 主要演員
| 演員            | 角色   | 簡介 |
| 吳映潔 （鬼鬼） | 章安安 | 27歲，4A廣告公司插畫師（創意部） 樂觀，積極，善良，神經大條，先天性拖延症，喜歡奇思妙想 語言表達能力不是太好，經常會詞窮，有些許膽怯。從小就是一個“沒大腦”小姐，意外在她人生就像家常便飯一樣出現。而她始料未及的是，上天連她的婚姻大事都不放過， 就在她和男友決定結婚的前一星期，男友莫名失踪了。如此的遭遇對天生樂天的安安來說，也是一個致命的打擊。但安安堅信她的男友一定會回來的。所以每天安安在起床後，都會存一枚硬幣，就像對許願池許願一般，祈禱自己的男友能早日出現。在男友失踪的第101天的時候，安安在公司遇見了新來的客戶總監李睿凡……而兩個人因為工作的關係，安安每天都和李睿凡鬥智斗勇，並勵志要讓這個高傲的哥斯拉對自己刮目相看。 |
| 郭品超          | 李睿凡 | 32歲，4A廣告公司客戶總監（客戶部） 海歸，有著俊朗的外表，紮實的內涵，是一個不折不扣的工作機器，在他32年的人生里，工作與學習佔了他所有睡眠以外的時間。回國後加入了4A廣告公司，擔任客戶總監，並帶入了一個非常優質的客戶。週六進公司擺放私人物品的時候，偶遇了公司奇葩章安安，一個神經大條，想法奇特的女生。但他萬萬沒想到她是他案子的設計負責人。至此之後，安安在他的人生里就成了一個抹不去的意外，開會遲到，交稿時生病，喝醉酒電話里大罵自己……一個個在他以前人生里不可能出現的事情都發生了，而就在他生氣，開心，無奈之時，他慢慢發現他的喜怒哀樂都被這個女生牽動著。                                                                        |
| 許雙            | 衛斯理 | 4A廣告公司總監（創意部） 安安死黨兼上司，暗戀安安。 |
| 余心恬          | 俞果   | 安安的表妹 |
| 紀亞文          | 亞當   | 安安的知己、李睿凡的大學同學 |
| 史妍            | 林琦   | 亞當妻子、安安的好朋友 |

## 拍攝場景
- 中國南京體育學院奧林匹克學院

## 製作人員
- 出品人：
- 製作人：
- 總製片人：
- 製片人：陳博
- 製片主任：王賓
- 現場製片：沈錡
- 監製：陳傑
- 導演：柳廣輝
- 副導演（助理）：曹青
- 總編劇：章婷、李丹
- 編劇：倪嶸雷
- 編劇企劃：
- 統籌：李秋紅
- 美術：劉晉輔
- 攝影：
- 動作指導：
- 造型設計：
- 服裝設計：

## 外部連結
- 《懶人美食日記》的新浪微博

| 香港 Now觀星台 星期一至五 20:30 - 21:30        | 香港 Now觀星台 星期一至五 20:30 - 21:30        | 香港 Now觀星台 星期一至五 20:30 - 21:30 |
| ---------------------------------------------- | ---------------------------------------------- | --------------------------------------- |
|                                                | 懶人美食日記 （2016年8月11日 - 2016年9月21日） |                                         |
| 吹笛子的男人 （2016年7月20日 - 2016年8月10日） | 我的30定律 （2016年9月22日 - 2016年10月13日）  |                                         |